# Ромашкино (Алнашский район)
Ромашкино — деревня в Алнашском районе Удмуртии, входит в Ромашкинское сельское поселение. Находится в 4 км к югу от села Алнаши и в 89 км к юго-западу от Ижевска.
Население на 1 января 2008 года — 138 человек.

## История
По итогам десятой ревизии 1859 года в 26 дворах казённой деревни Булатово (Ромашкино) Елабужского уезда Вятской губернии проживали 83 жителя мужского пола и 86 женского, работала мельница. На 1914 год жители деревни Ромашкино числились прихожанами Свято-Троицкой церкви села Алнаши.
В 1921 году, в связи с образованием Вотской автономной области, деревня передана в состав Можгинского уезда. В 1924 году при укрупнении сельсоветов она вошла в состав Алнашского сельсовета Алнашской волости, а в 1925 году — в состав Кучеряновского сельсовета. В 1929 году упраздняется уездно-волостное административное деление и деревня причислена к Алнашскому району. 28 сентября 1930 года в деревне Ромашкино образован колхоз «Байшур».
В 1950 году в результате объединения колхозов «имени 17-го партсъезда» (деревня Мукшур) и «Байшур» образован колхоз «имени Молотова», центральной усадьбой колхоза стала деревня Мукшур. Но уже в ноябре того же года колхоз «имени Молотова» упразднён и деревня Мукшур присоединена к объединённому колхозу «Большевик», с центральной усадьбой в селе Алнаши. В том же году Ромашкино перечислено в Кадиковский сельсовет, а в следующем 1951 году в Алнашский сельсовет.
В 1991 году Алнашский сельсовет разделён на Алнашский и Ромашкинский сельсоветы, деревня передана в состав нового сельсовета. 16 ноября 2004 года Ромашкинский сельсовет был преобразован в муниципальное образование «Ромашкинское» и наделён статусом сельского поселения.